# Saison 2016 de l'équipe cycliste An Post-ChainReaction
La saison 2016 de l'équipe cycliste An Post-ChainReaction est la onzième de cette équipe.

## Préparation de la saison 2016

### Arrivées et départs
| Arrivées          | Équipe 2015                 |
| ----------------- | --------------------------- |
| Sean Bennett      | Hagens Berman U23           |
| Jasper Bovenhuis  | SEG Racing                  |
| Oliver Kent-Spark | Search2retain-Health.com.au |
| Connor McConvey   | 3M                          |
| David Montgomery  | 3M                          |
| Jacob Scott       | ILLI-Bikes                  |
| Damien Shaw       | Asea                        |
| Daniel Stewart    | Hennebont                   |
| Nicolas Vereecken | 3M                          |
| Emiel Wastyn      | Verandas Willems            |
| Calvin Watson     | Trek Factory Racing         |

| Départs             | Équipe 2016                  |
| ------------------- | ---------------------------- |
| Sean Downey         | ?                            |
| Conor Dunne         | JLT Condor                   |
| Joshua Edmondson    | NFTO                         |
| Aidis Kruopis       | Verandas Willems             |
| Alexander Maes      | Home Solution-Anmapa-Soenens |
| Eoin McCarthy       | ?                            |
| Xandro Meurisse     | Crelan-Vastgoedservice       |
| Ryan Mullen         | Cannondale                   |
| Paulius Šiškevičius | Staki-Baltik Vairas          |
| Alistair Slater     | JLT Condor                   |
| Jens Vandenbogaerde | Superano Ham-Isorex          |

## Coureurs et encadrement technique

### Effectif
| Cycliste          | Date de naissance | Nationalité      | Équipe 2015                 |  |
| ----------------- | ----------------- | ---------------- | --------------------------- |  |
| Sean Bennett      | 31 mars 1996      | États-Unis       | Hagens Berman U23           |  |
| Jasper Bovenhuis  | 27 juillet 1991   | Pays-Bas         | SEG Racing                  |  |
| Aaron Gate        | 26 novembre 1990  | Nouvelle-Zélande | An Post-ChainReaction       |  |
| Oliver Kent-Spark | 24 décembre 1992  | Australie        | Search2retain-Health.com.au |  |
| Connor McConvey   | 20 juillet 1988   | Irlande          | 3M                          |  |
| David Montgomery  | 27 juin 1995      | Irlande          | 3M                          |  |
| Jacob Scott       | 14 juin 1995      | Royaume-Uni      | ILLI-Bikes                  |  |
| Damien Shaw       | 10 juillet 1984   | Irlande          | Asea                        |  |
| Jordan Stannus    | 16 mai 1996       | Australie        | An Post-ChainReaction       |  |
| Daniel Stewart    | 24 novembre 1994  | Irlande          | Hennebont                   |  |
| Nicolas Vereecken | 21 février 1990   | Belgique         | 3M                          |  |
| Emiel Wastyn      | 1er janvier 1992  | Belgique         | Verandas Willems            |  |
| Calvin Watson     | 6 janvier 1993    | Australie        | Trek Factory Racing         |  |
| Jack Wilson       | 10 août 1993      | Irlande          | An Post-ChainReaction       |  |
| Stagiaire         | Date de naissance | Nationalité      | Équipe 2016                 |  |
| Angus Fyffe       | 22 janvier 1995   | Irlande          | Omagh Wheelers CC           |  |
| Sean McKenna      | 8 mars 1994       | Irlande          | Aquablue                    |  |

Portraits
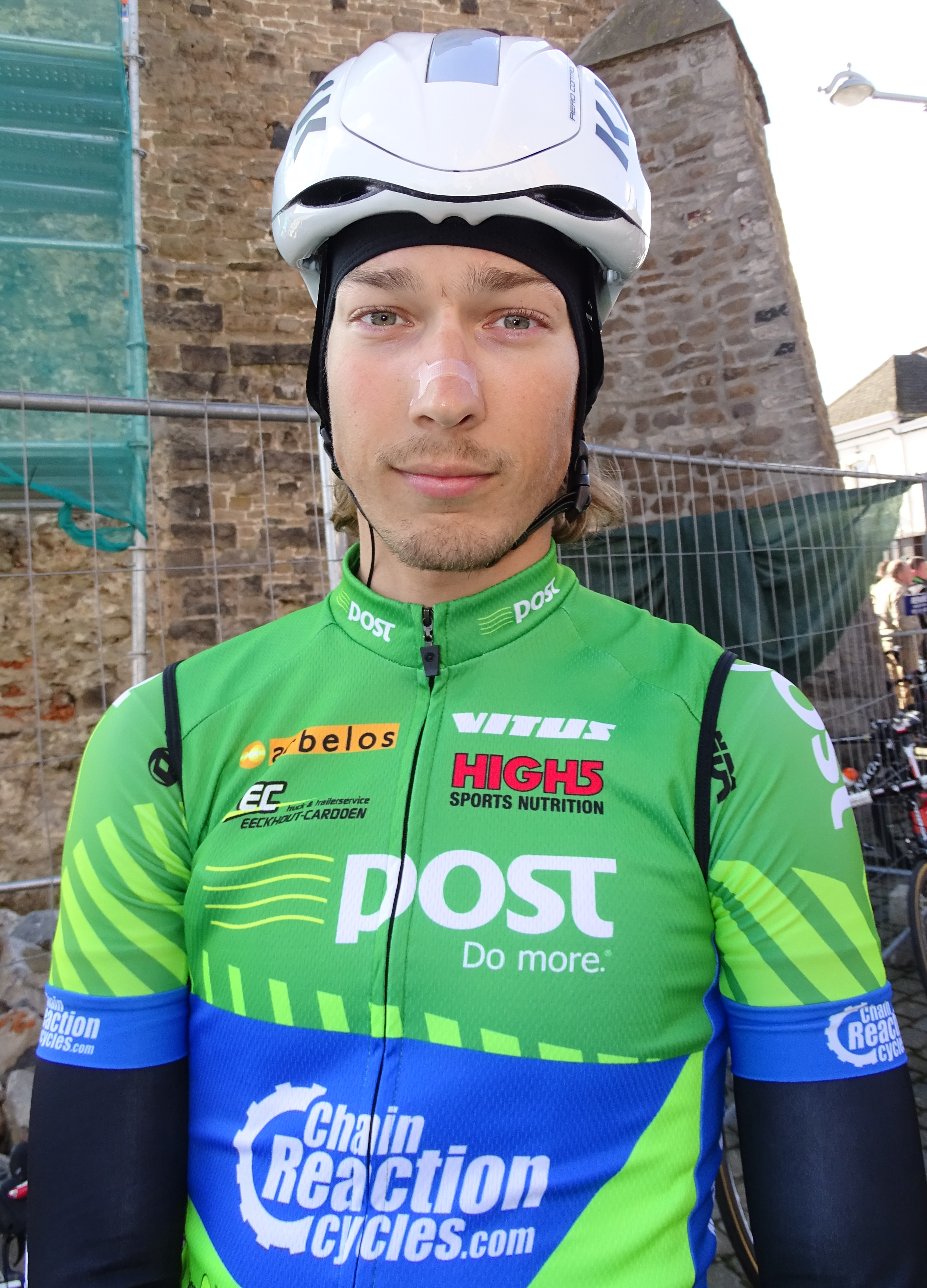
Jasper Bovenhuis.
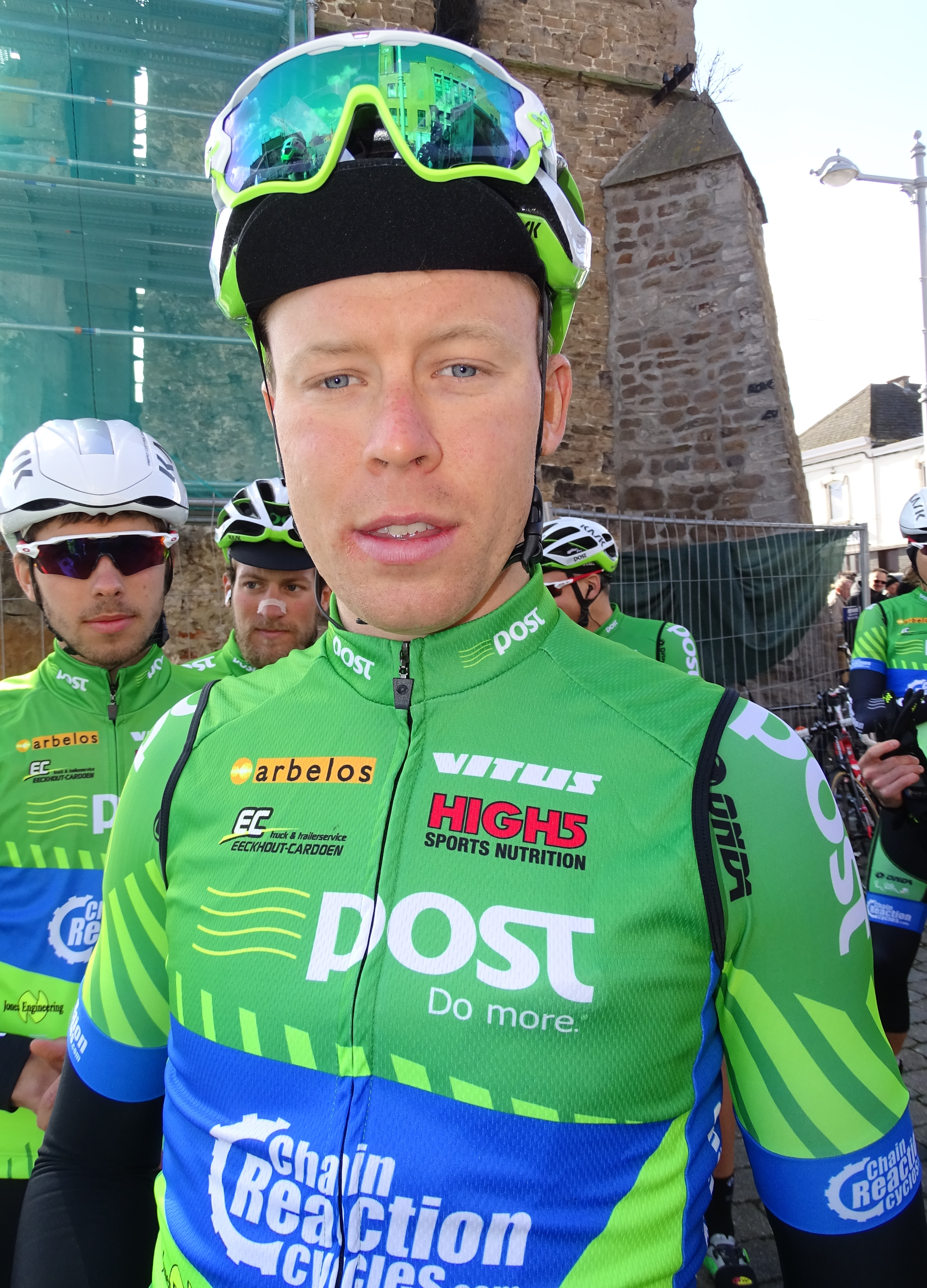
Connor McConvey.
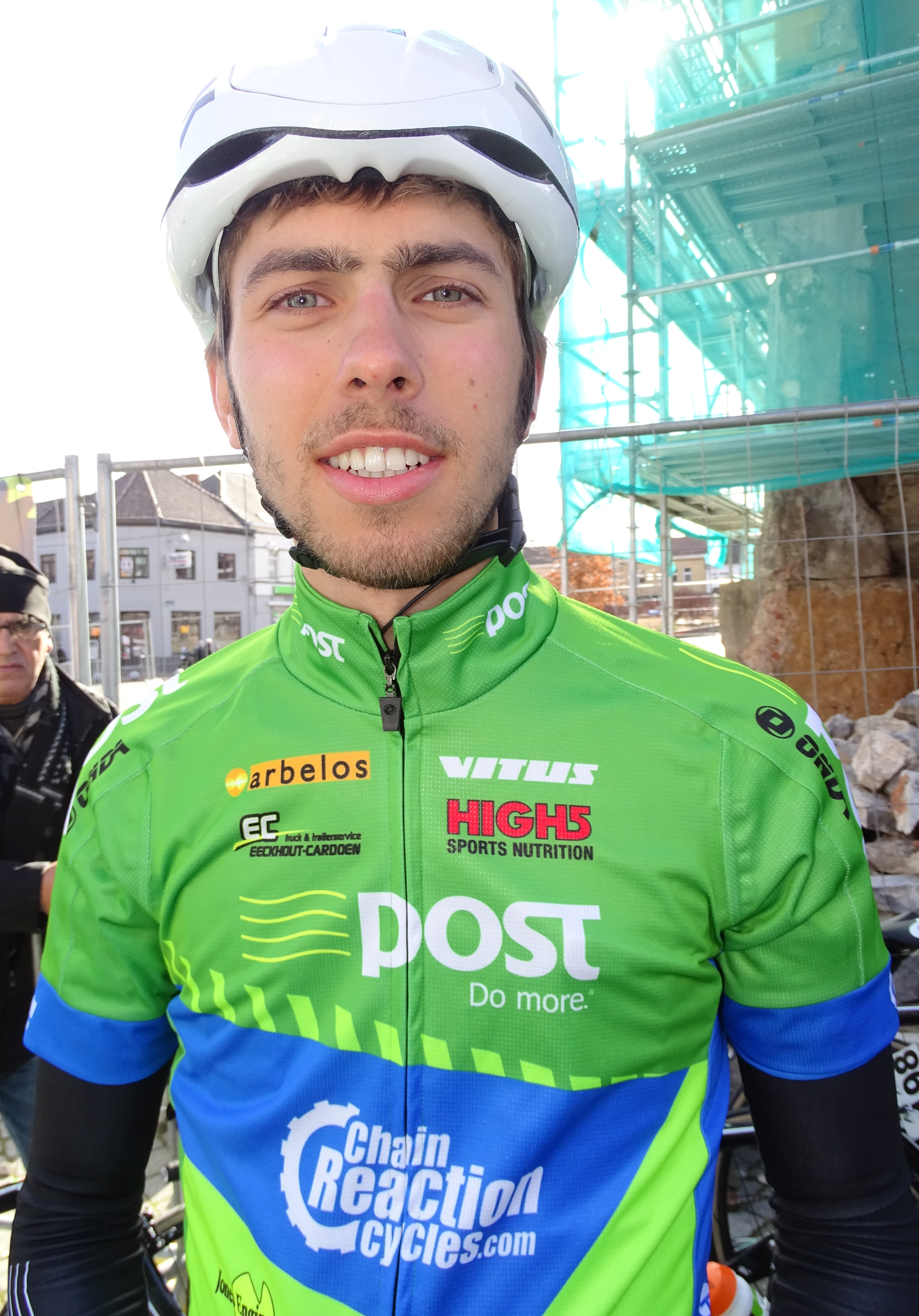
Jacob Scott.
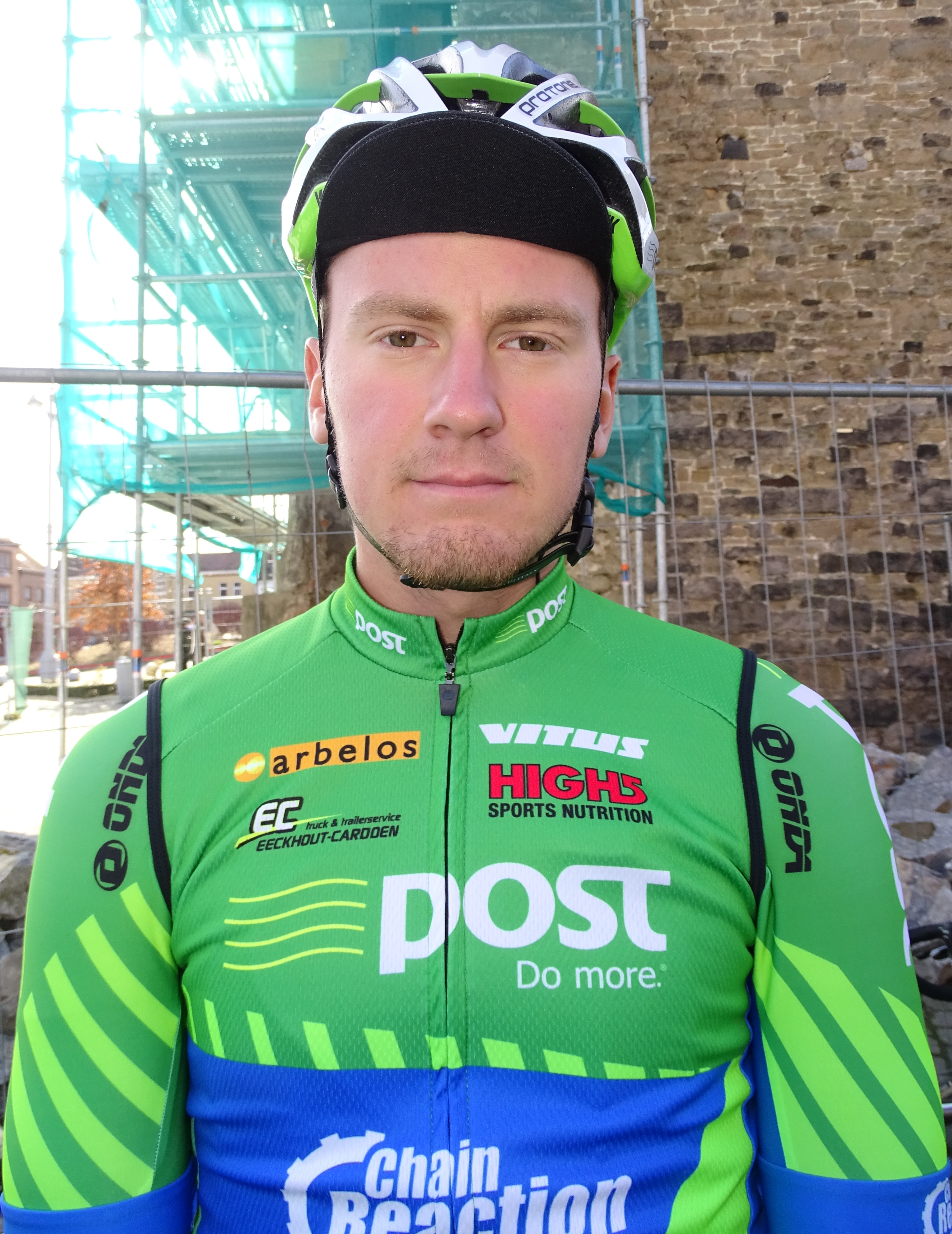
Jordan Stannus.
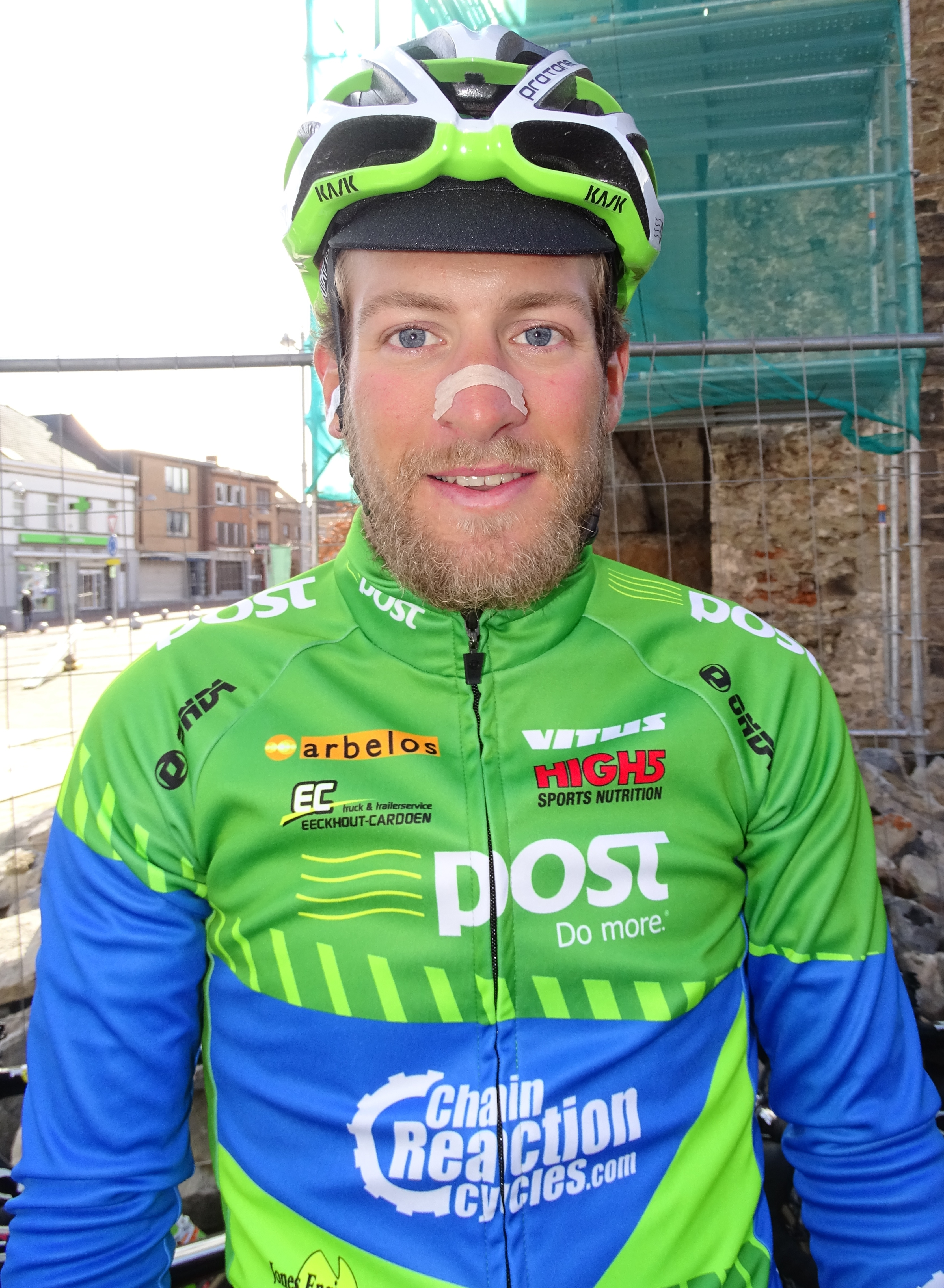
Nicolas Vereecken.
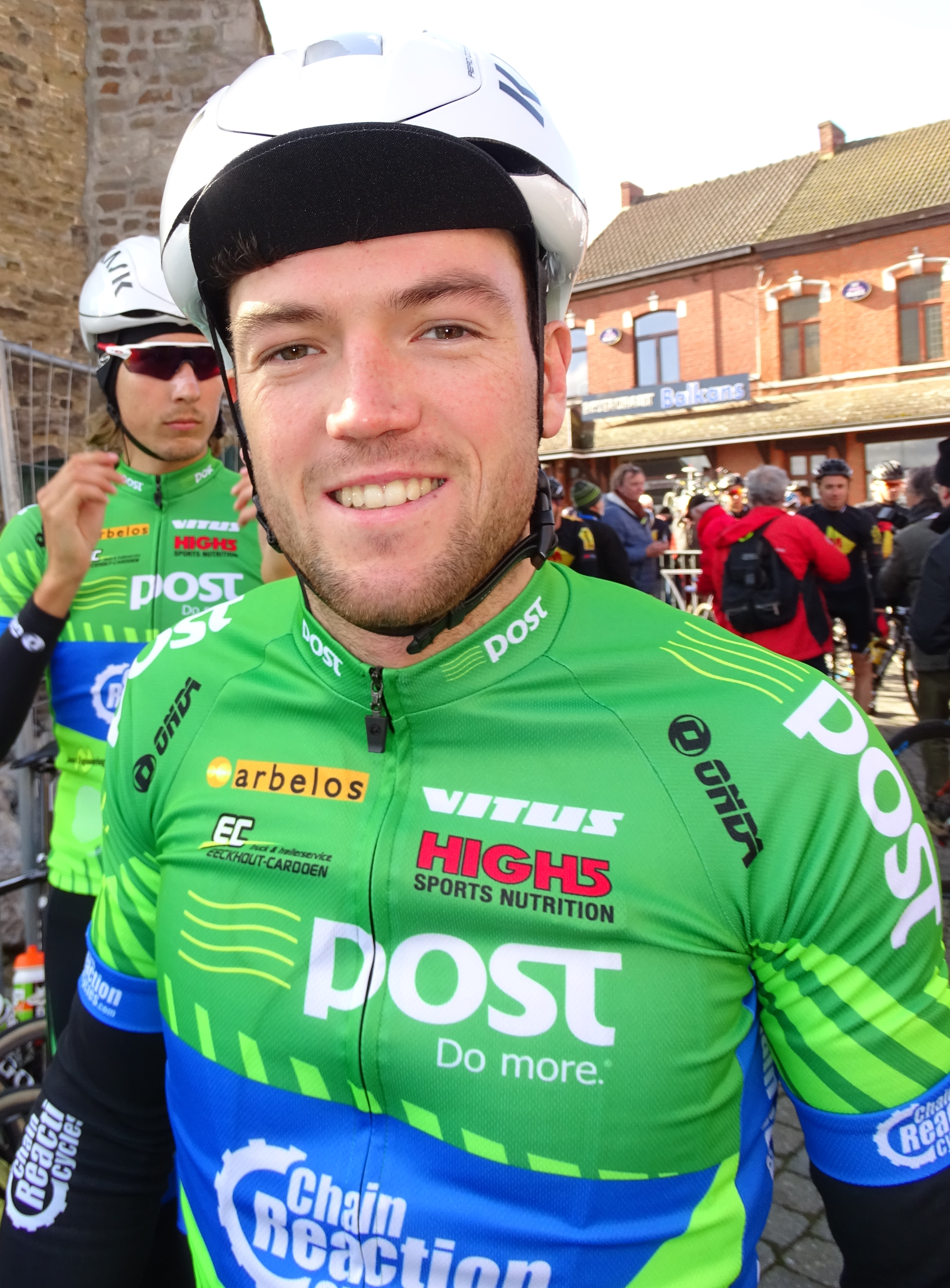
Emiel Wastyn.
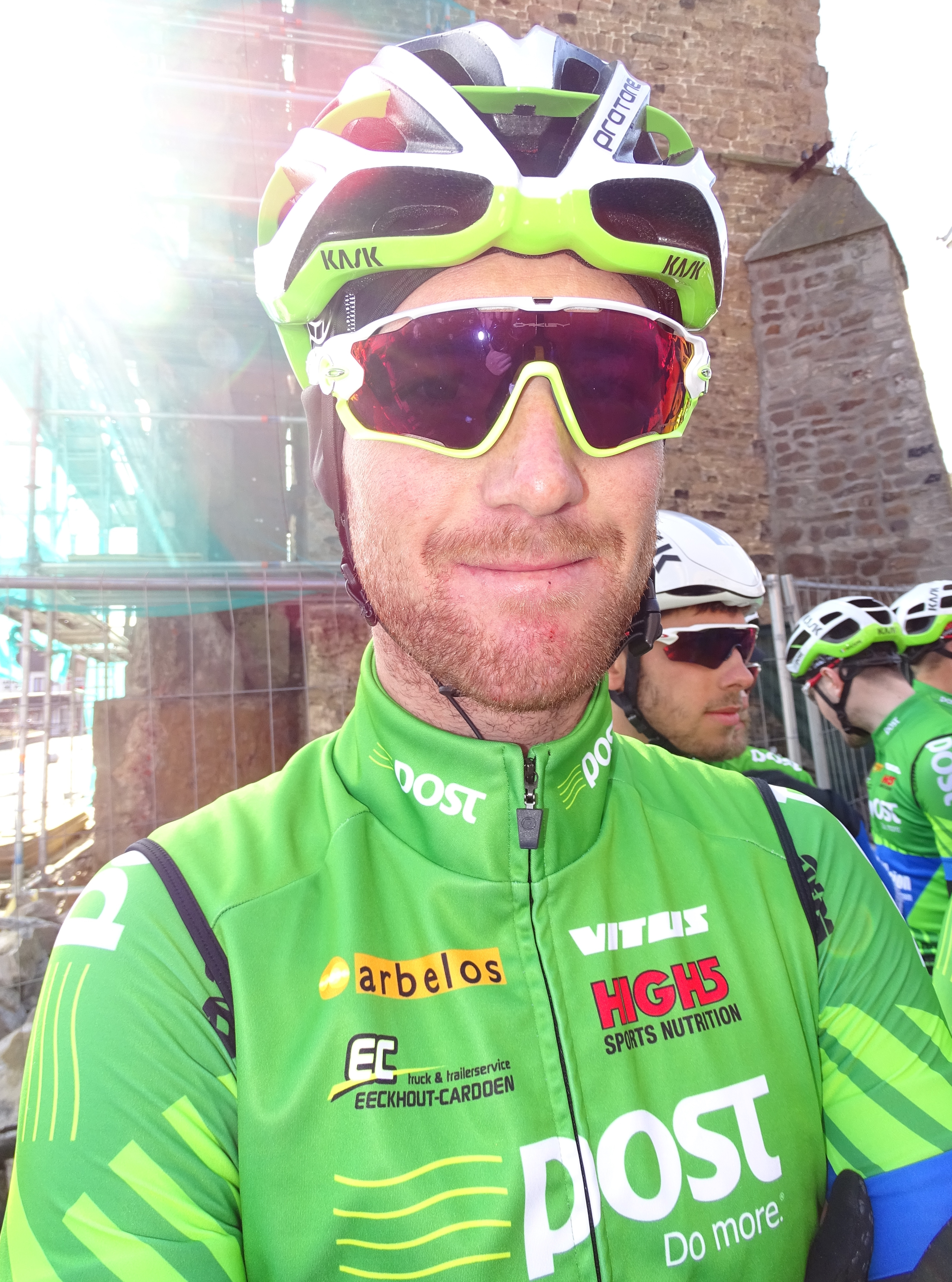
Calvin Watson.
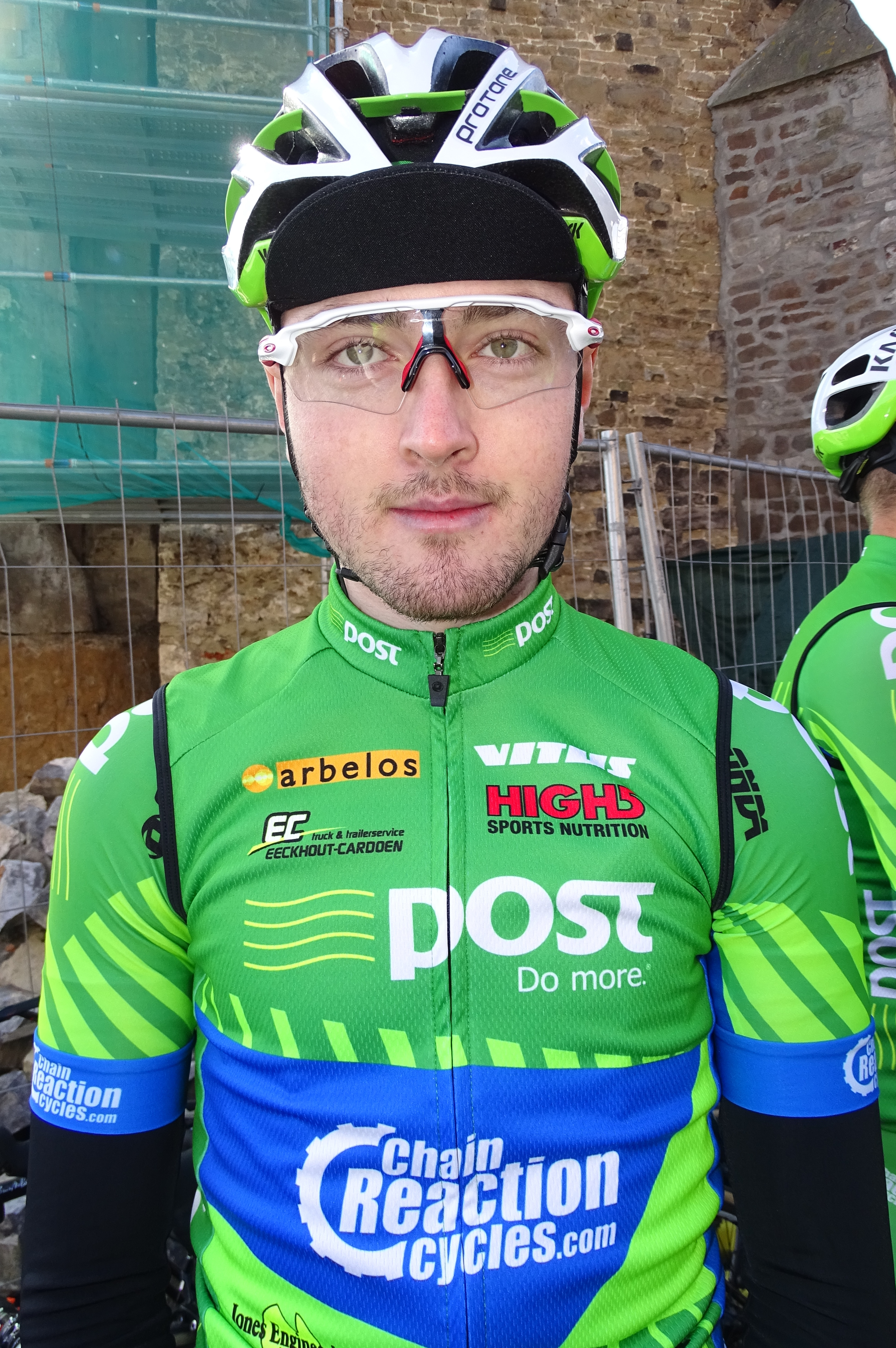
Jack Wilson.

## Bilan de la saison

### Victoires
| Date       | Course                           | Pays     | Classe | Vainqueur         |
| ---------- | -------------------------------- | -------- | ------ | ----------------- |
| 09/04/2016 | 2e étape du Circuit des Ardennes | Belgique | 2.2    | Nicolas Vereecken |
| 27/05/2016 | 6e étape de l'An Post Rás        | Irlande  | 2.2    | Aaron Gate        |